# Harmath Ilona
Harmath Ilona, született: Hormuth Ilona Krisztina, névváltozatok: D. Harmath Ilona, S. Harmath Ilona (Cilli, Ausztria, 1877. január 24. – Budapest, Józsefváros, 1937. június 2.) színésznő.

## Életútja
Hormuth Dávid és Supán (Suppán) Ilona leányaként született. Solymosi Elek színiiskolájában tanult, 1896-ban végzett. 1901-ben lépett színpadra a Népszínháznál, első fellépése a Boccaccióban olyan teljes sikerrel járt, hogy Evva Lajos igazgató nyomban magánszereplőnek szerződtette. Sikert sikerre halmozott Porzsolt Kálmán vezetése alatt is, ennek végével pedig Beöthy László a Király Színházhoz szerződtette, melynek 1906 és 1915 között volt ünnepelt énekesnője. Közben 1909-ben a Sas Kabaréban és 1910-ben a Magyar Színházban lépett fel. 1910–1912-ben a fővárosi Városligeti Színháznál játszott, majd 1914-ben, második házassága után visszavonult a pályáról. Népszínművekben és operettekben láthatta a közönség, ahol jól érvényesült mind finom modora, mind pedig tiszta zengésű hangja. Halálát hashártyagyulladás okozta.

### Magánélete
1894-ben Solymosi Elek felesége lett, de házasságuk 1903-ban válással végződött, ugyanis a házassági viszony ekkor már két éve annyira elhidegült a színészpár között, hogy Harmath Ilona elhagyta férje lakását. Solymosi erre válópert indított felesége ellen, miután a békéltetési kísérletek eredménytelenek maradtak, – a bíróság rövid ideig tartó ágy s asztaltól való elválást mondott ki. Ezután a törvényszék kimondta a végleges válást a 77. §. alapján hűtlen elhagyás miatt, Harmath Ilona vétkességéből. A királyi tábla az ítéletet helybenhagyta.
Ezután 1903. október 19-én Budapesten, a Józsefvárosban Tóvölgyi Elemér Dániel (Budapest, 1872. július 17.) orvos, gégészprofesszor felesége lett. E házasságából született egyetlen fia, Tóvölgyi Tibor orvos. Második férjétől 1909-ben vált el.
1914. október 11-én Budapesten férjhez ment Del Vecchio Devecis Gyula Mihály György okleveles építész, kéményseprő üzletvezetőhöz.

## Fontosabb szerepei
- Annie (Huszka Jenő: Bob herceg)
- Szaffi (ifj. Johann Strauss: A cigánybáró)
- Aragóniai hercegkisasszony (Szabados Béla: Szép Ilonka)